# Toyota Mark II Blit
Toyota Mark II Blit – samochód osobowy klasy średniej produkowany przez japońską firmę Toyota w latach 2002-2007 z przeznaczeniem na rynek rodzimy. Zbudowany na płycie podłogowej modelu Mark II, dostępny wyłącznie jako 5-drzwiowe kombi. Do napędu używano benzynowych silników R6 o pojemności 2,0 - 2,5 litra. Moc przenoszona była na oś tylną (opcjonalnie AWD) poprzez 4- lub 5-biegową automatyczną skrzynię biegów. Samochód został zastąpiony przez model Mark X ZiO.

## Dane techniczne ('03 R6 2.0)

### Silnik
- R6 2,0 l (1988 cm³), 4 zawory na cylinder, DOHC
- Układ zasilania: wtrysk
- Średnica cylindra × skok tłoka: 75,00 mm × 75,00 mm
- Stopień sprężania: 10,0:0
- Moc maksymalna: 160 KM (118 kW) przy 6000 obr./min
- Maksymalny moment obrotowy: 200 N•m przy 4400 obr./min

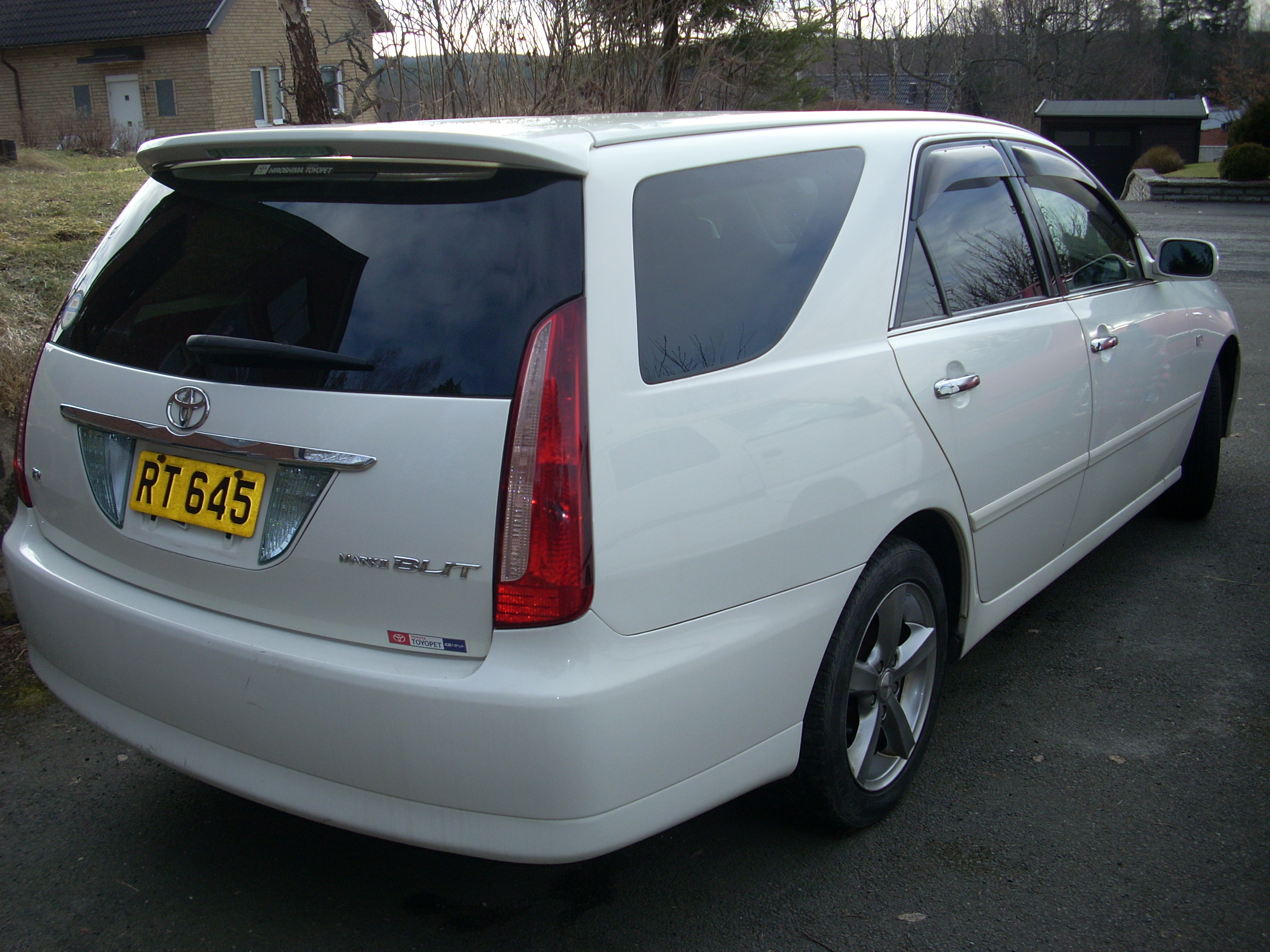
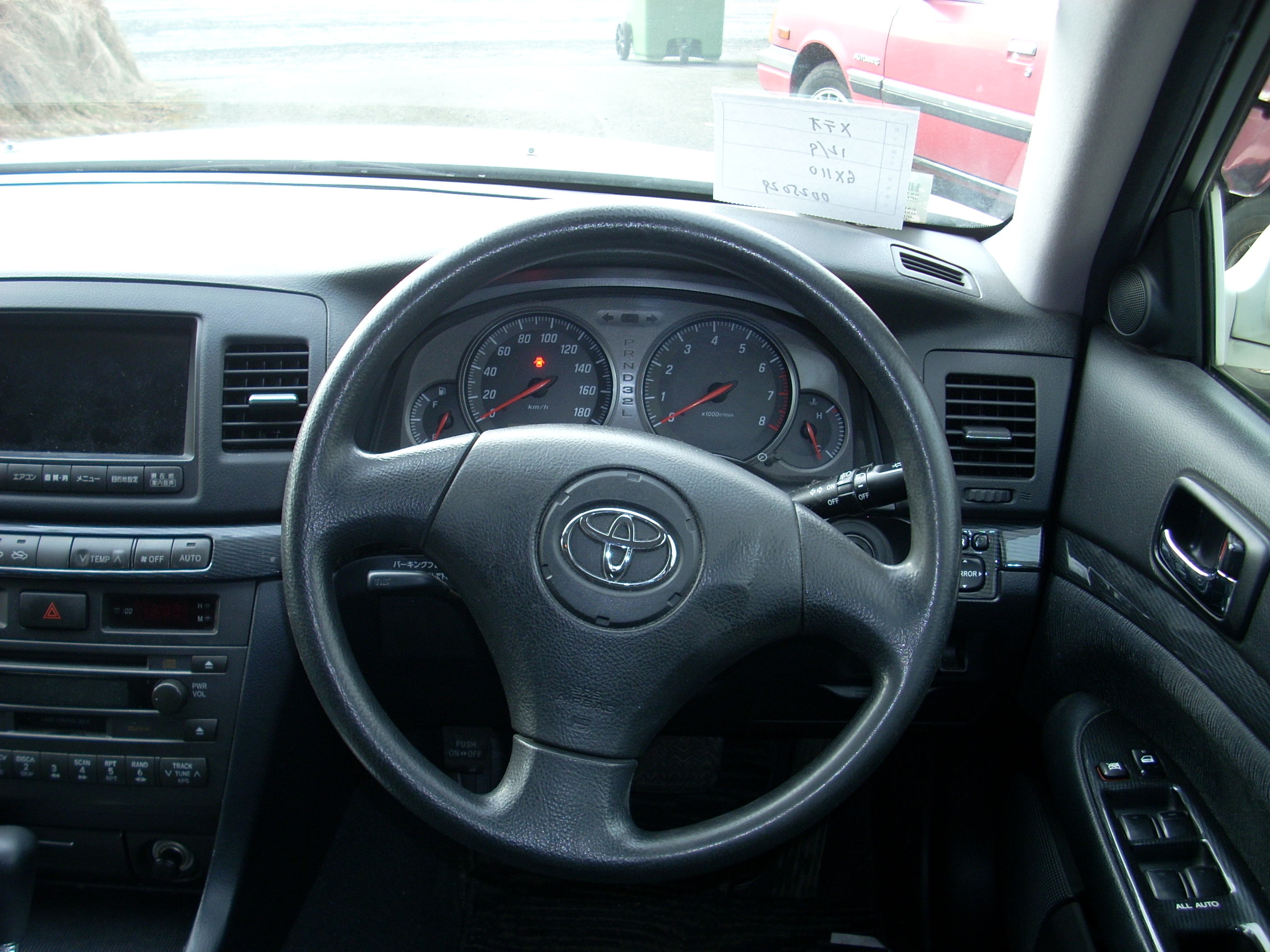

## Dane techniczne ('03 R6 2.5 Turbo)

### Silnik
- R6 2,5 l (2491 cm³), 4 zawory na cylinder, DOHC, turbo
- Układ zasilania: wtrysk bezpośredni
- Średnica cylindra × skok tłoka: 86,00 mm × 71,50 mm
- Stopień sprężania: 9,0:0
- Moc maksymalna: 280 KM (206 kW) przy 6200 obr./min
- Maksymalny moment obrotowy: 378 N•m przy 2400 obr./min